# Lepidostoma unicolor
Lepidostoma unicolor är en nattsländeart som först beskrevs av Banks 1911.  Lepidostoma unicolor ingår i släktet Lepidostoma och familjen kantrörsnattsländor. Inga underarter finns listade i Catalogue of Life.